# Принцип максимума Хаусдорфа
Принцип максимума Хаусдорфа (англ. Hausdorff maximal principle), также называемый теоремой Хаусдорфа о максимуме (англ. Hausdorff maximality theorem), утверждает:
| В любом частично упорядоченном множестве существует максимальное линейно упорядоченное подмножество. |

Принцип максимума Хаусдорфа был сформулирован и доказан Феликсом Хаусдорфом в 1914 году, и является альтернативной и более ранней формулировкой леммы Цорна. Как и указанная лемма, принцип максимума Хаусдорфа эквивалентен аксиоме выбора.

## Эквивалентная формулировка
Существует вторая формулировка принципа максимума, эквивалентная первой. Чтобы точно сформулировать её, предварительно введем следующие определения. Цепью в частично упорядоченном множестве {\displaystyle M} называется всякое его линейно упорядоченное подмножество (в частности, пустое множество). Цепь называется максимальной, если она не содержится в качестве собственного подмножества ни в какой другой цепи, принадлежащей {\displaystyle M}.
Принцип максимума Хаусдорфа (вторая формулировка). В частично упорядоченном множестве всякая цепь содержится в некоторой его максимальной цепи.
Первая формулировка является частным случаем второй, если в качестве исходной цепи взять пустое множество. Однако в действительности они эквивалентны. Доказательство см. в статье Утверждения, эквивалентные аксиоме выбора.